# Damontre Harris
Damontre Harris (ur. 16 maja 1991 w Fayetteville) – amerykański koszykarz, występujący na pozycjach skrzydłowego oraz środkowego.
8 sierpnia 2015 roku podpisał umowę z zespołem PGE Turowa Zgorzelec. Został zwolniony 8 grudnia.

## Osiągnięcia
College
- Zaliczony do:
  - I składu defensywnego SEC (2012)[3]:
  - składu NAIA All-Americans (2015)[1]